# مصطفى نجاتي بك
مصطفى نجاتي بك (بالتركية: Mustafa Necati Uğural)‏ (1894 في إزمير - 1 يناير 1929 في أنقرة) سياسي، ومحامي تركي. ينتمي إلى حزب الشعب الجمهوري. كان عضوًا في البرلمان التركي. تولى منصب وزير الإسكان والتعمير والصرف في حكومة عصمت إينونو الأولى، ووزير العدل في حكومة عصمت إينونو الثانية ووزير التربية في حكومة عصمت إينونو الثالثة والرابعة.